# Goera skiasma
Goera skiasma är en nattsländeart som beskrevs av Arturs Neboiss 1990. Goera skiasma ingår i släktet Goera och familjen grusrörsnattsländor. Inga underarter finns listade i Catalogue of Life.